# مقاطعة فرشلة

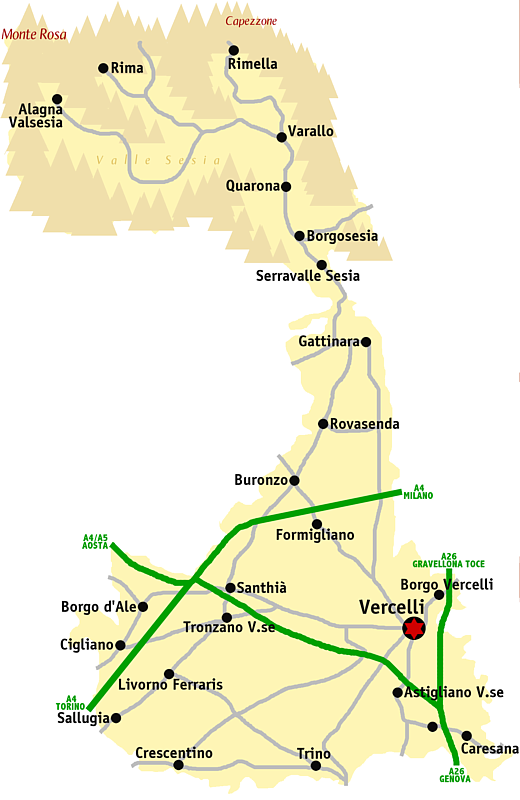
خريطة مقاطعة فِرشلِّة

مقاطعة فِرشِلَّة أو فِرشِلِّي أو (نقحرة: فرشيلي) (بالإيطالية: Provincia di Vercelli)‏، مقاطعة في إقليم بيمُنتة شمال إيطاليا عاصمتها مدينة فِرشلَّة.
تحدها من الشمال مقاطعة فربانو كوزيو أوسولا وسويسرا، ومن الشرق مع مقاطعة نُفارة وإقليم لُمبَردية (عند مقاطعة بابية)، وجنوبا مع مقاطعة ألساندريا، وغربا مقاطعة تورينو ومقاطعة بييلا وفالي دا لأوستا.
و تقدر مساحتها 2088 كم²، ويبلغ مجموع عدد سكانها 176.909. وبها 86 بلدية.